# Kentzlin
Kentzlin är en kommun i Landkreis Mecklenburgische Seenplatte i förbundslandet Mecklenburg-Vorpommern i Tyskland. Namnet innan 21 augusti 2002 var Neu-Kentzlin.
I kommunen finns orterna Alt-Kentzlin och Neu-Kentzlin.
Kommunen ingår i kommunalförbundet Amt Demmin-Land tillsammans med kommunerna Beggerow, Borrentin, Hohenbollentin, Hohenmocker, Kletzin, Lindenberg, Meesiger, Nossendorf, Sarow, Schönfeld, Siedenbrünzow, Sommersdorf, Utzedel, Verchen och Warrenzin.